# Christian Braun
Christian Nicholas Braun (Burlington, 17 april 2001) is een Amerikaans basketballer die speelt als shooting guard voor de Denver Nuggets.

## Carrière
Braun speelde collegebasketbal voor de Kansas Jayhawks. Hij stelde zich in 2022 beschikbaar voor de NBA draft en werd gekozen als 21e in de eerste ronde door de Denver Nuggets. Hij maakte zijn NBA-debuut op 19 oktober 2022 tegen de Utah Jazz. In zijn rookie-jaar werd Braun hoofdzakelijk uitgespeeld als wisselspeler, goed voor een gemiddelde speeltijd van 15,5 minuten en 4,7 punten per wedstrijd. Met Denver behaalde Braun in zijn debuutseizoen meteen ook zijn eerste NBA-titel dankzij winst in de finale tegen de Miami Heat.

## Erelijst
- NBA-kampioen: 2023

## Statistieken
| Legenda | Legenda                | Legenda | Legenda                 | Legenda | Legenda               |
| ------- | ---------------------- | ------- | ----------------------- | ------- | --------------------- |
| WG      | Wedstrijden gespeeld   | WS      | Wedstrijden als starter | MPW     | Minuten per wedstrijd |
| FG%     | Fieldgoal-percentage   | 3P%     | Drie-punterpercentage   | VW%     | Vrije-worppercentage  |
| RPW     | Rebounds per wedstrijd | APW     | Assists per wedstrijd   | SPW     | Steals per wedstrijd  |
| BPW     | Blocks per wedstrijd   | PPW     | Punten per wedstrijd    | Vet     | Hoogste in carrière   |

### Regulier seizoen
| Seizoen  | Team           | WG  | WS | MPW  | FG%  | 3P%  | FW%   | RPW | APW | SPW | BPW | PPW  |
| -------- | -------------- | --- | -- | ---- | ---- | ---- | ----- | --- | --- | --- | --- | ---- |
| 2022/23  | Denver Nuggets | 76  | 6  | 15,5 | 49,5 | 35,4 | 62,5  | 2,4 | 0,8 | 0,5 | 0,2 | 4,7  |
| 2023/24  | Denver Nuggets | 82  | 4  | 20,2 | 46,0 | 38,4 | 69,4  | 3,7 | 1,6 | 0,5 | 0,4 | 7,3  |
| 2024/25  | Denver Nuggets | 79  | 77 | 33,9 | 58,0 | 39,7 | '82,7 | 5,2 | 2,6 | 1,1 | 0,5 | 15,4 |
| Carrière | Carrière       | 237 | 87 | 23,3 | 52,8 | 38,4 | 75,2  | 3,8 | 1,7 | 0,7 | 0,4 | 9,2  |

### Play-offs
| Seizoen  | Team           | WG | WS | MPW  | FG%  | 3P%  | FW%  | RPW | APW | SPW | BPW | PPW  |
| -------- | -------------- | -- | -- | ---- | ---- | ---- | ---- | --- | --- | --- | --- | ---- |
| 2022/23  | Denver Nuggets | 19 | 0  | 13,0 | 53,3 | 20,0 | 57,9 | 2,1 | 0,6 | 0,6 | 0,2 | 3,2  |
| 2023/24  | Denver Nuggets | 12 | 0  | 17,0 | 42,3 | 22,2 | 68,8 | 2,7 | 0,8 | 0,2 | 0,4 | 5,1  |
| 2024/25  | Denver Nuggets | 14 | 14 | 38,9 | 45,3 | 29,6 | 71,0 | 6,4 | 2,4 | 1,2 | 0,7 | 12,6 |
| Carrière | Carrière       | 45 | 14 | 22,1 | 46,2 | 27,3 | 66,7 | 3,6 | 1,2 | 0,7 | 0,4 | 6,6  |

0 Braun ·
1 Porter ·
5 Caldwell-Pope ·
6 Jordan ·
7 Jackson ·
8 Watson ·
10 White ·
11 Brown ·
13 Bryant ·
14 Smith ·
15 Jokić ·
21 Gillespie ·
22 Nnaji ·
27 Murray ·
31 Čančar ·
32 Green ·
50 Gordon ·
Coach Malone